# میچیکو ۶۴۹۹
سیارک ۶۴۹۹ (به انگلیسی: 6499 Michiko، نامگذاری:1992UV6) شش هزار و چهارصد و نود و نهمین سیارک کشف شده‌است که در ۲۷ اکتبر ۱۹۹۲ کشف شد.
قدر مطلق سیارک برابر ۱۲٫۲۰ است.